# 1651 Behrens
1651 Behrens eller 1936 HD är en asteroid i huvudbältet, som upptäcktes den 23 april 1936 av den franska astronomen Marguerite Laugier i Nice. Den har fått sitt namn efter Johann Gerhard Behrens.
Asteroiden har en diameter på ungefär 8 kilometer och den tillhör asteroidgruppen Flora.